# Ezio Pinza
Ezio Pinza, född som Fortunio Pinza den 18 maj 1892 i Rom, Italien, död 9 maj 1957 i Stamford, Connecticut, var en italiensk operasångare (bas) och skådespelare.

## Biografi
Pinza började sin karriär som operasångare 1913, och var engagerad vid La Scala i Milano. Han debuterade på Metropolitan Opera 1 november 1926, där han blev ledande under två årtionden och vann berömmelse i synnerhet i Mozartroller. År 1949 uppträdde han på Broadway i Richard Rodgers och Oscar Hammerstein II-musikalen South Pacific.
Han hade också en kortlivad karriär som filmskådespelare; bland annat spelade han den manlige huvudrollen mot Lana Turner i Mitt hjärtas kung (1951).

## Filmografi
- 1947 – Carnegie Hall (film)
- 1951 – Strictly Dishonorable (sv. Gentleman dygnet runt 1953)
- 1951 – Mr. Imperium (sv. Mitt hjärtas kung 1952)
- 1953 – Tonight We Sing (sv. På musikens vingar 1953)

## Teater

### Roller
| År   | Roll            | Produktion                                                           | Regi         | Teater                          |
| ---- | --------------- | -------------------------------------------------------------------- | ------------ | ------------------------------- |
| 1949 | Emile de Becque | South Pacific Richard Rodgers, Oscar Hammerstein II och Joshua Logan | Joshua Logan | Majestic Theatre, New York, USA |